# Delimitazione del potere di cielo e terra
Delimitazione del potere di cielo e terra è un mito Fon (Benin) che vuole spiegare come ebbe origine il mondo, quali funzioni siano assegnate agli astri e quale sia il ruolo degli agenti atmosferici. Quindi si tratta di una storia sacra trasmessa per via orale utile anche per rinsaldare e unificare la comunità. Il mito ha la funzione primaria di descrivere come andarono i fatti all'origine della vita, quando da un caos primordiale si diffuse la vita degli esseri viventi.

## Trama
La narrazione descrive la storia di Azô Sagbata che simbolicamente rappresenta la Terra. Da piccolo era sempre disubbidiente e così i genitori lo vendettero, ma lui continuò con questa tendenza anche con i nuovi padroni. Anche Morte lo comprò e cercò di rieducarlo, fallendo però nell'impresa. Alla fine si ritrovò nuovamente a casa dove strinse amicizia con Hevioso che rappresenta simbolicamente il cielo, ed i tuoni. Hevioso ed Azô Sagbata finirono per litigare perché entrambi pretendevano di ottenere il titolo di capo. Venne nominato re Azô Sagbata che invitò la sua gente a coltivare i campi, però quando fu il momento delle necessarie piogge ecco che Hevioso le bloccò rendendo aridi i campi e mettendo a repentaglio la vita di uomini e animali. Gli animali furono inviati da Azô Sagbata come messaggeri presso Hevioso affinché quest'ultimo concedesse la benefica pioggia alla terra. Solamente seguendo un rituale particolare e con la promessa di non interferire con il potere altrui, di Hevioso in cielo e di Azô Sagbata sulla terra, la situazione si normalizzò.